# Мурат Бардакчі
Мурат Гекхан Бардакчі (нар. 25 грудня 1955) — турецький журналіст кримськотатарського походження, який працює над історією Османської імперії та історією турецької музики. Він також є колумністом газети Habertürk.

## Життєпис
Бардакчі народився 1955 року в Стамбулі. Економіст за освітою, він навчався турецькій класичній музиці у деяких найвідоміших сучасних майстрів, спочатку гри на тамбурі та співу, а пізніше його основні інтереси були зосереджені більше на теорії та музичній історії. Він опублікував кілька досліджень з музичної історії (зокрема, біографії композиторів Абд аль-Кадіра Марагі та Рефіка Ферсана), а з початком журналістської кар'єри в Hürriyet розширив рамки своїх праць з османської та загальної історії ісламу, з особливим акцентом на ХІХ та початок ХХ століть. Дві його книги про кінець Османської династії, Son Osmanlılar (Останні османи) та Şahbaba (буквально, Імператор-батько), біографія Мехмеда VI Вахідеддіна, стали бестселерами в Туреччині, а перша також була екранізована у вигляді телесеріалу.
У 2009 році він одружився з Айшегюль Манав.
З 2008 року він є співведучим історичної програми на телеканалі Haberturk TVTarihin Arka Odası (Закулісні історії) та її наступниці Tarihin İzinde (Слідами історії) разом з істориком Ерханом Афьонджу та кількома іншими, включаючи турецького історика мистецтва Нурхан Атасоя.
Він знає арабську, англійську, французьку, перську та османську турецьку мови.

## Чорна книгаТалата-паші
Мурат Бардакчі є редактором « Чорної книги», документа міністра внутрішніх справ Османської імперії Талат-паші про переселення турецько-мусульманських та вірменсько- християнських громадян Османської імперії в умовах Першої світової війни. Опублікований Бардакчі вперше у 2005 році. Вони були передані йому вдовою Талата Паші, Хайріє Талат Бафрали, разом з пакетом інших документів, що включали листи, які він їй надсилав, і телеграми, якими обмінювалися члени Комітету профспілок і «Прогресу». У квітні 2006 року Бардакчи повністю відредагував чорну книгу, додавши частини, яких не було в першій публікації. У «Чорній книзі Талата Паші» йдеться про переселення у 1915—1916 роках 702 905 турків з регіонів, що перебували під загрозою окупації російськими військами, і 924 158 вірмен відповідно до закону Техціра від 27 травня 1915 року.